# Latarnia morska Užava
Latarnia morska Užava (łot. Užavas bāka) – latarnia morska na Łotwie, położona na wybrzeżu Morza Bałtyckiego
Latarnia została zbudowana 28 metrów nad poziomem morza na wysokim klifie blisko plaży, który jest stale zagrożony erozją fal Morza Bałtyckiego. Dlatego, aby zabezpieczyć latarnię już w 1910 roku zbudowano pierwsze wzmocnienie brzegowe - gęstą ścianę zrębową. W latach 30. XX wieku zastosowano kosze z wikliny wypełnione żwirem i dużymi głazami, które miały pochłaniać energię fal. Ostatni remont wykonano w 1994 roku. Obecnie podstawa latarni jest chroniona pancerzem. Obok wieży znajduje się budynek mieszkalny. Zgodnie z zarządzeniem Ministerstwa Kultury Łotwy z 29 października 1998 roku nr 128 latarnia została uznana pomnikiem przemysłowym.

## Historia
Latarnia powstała w 1879 roku. Pierwotna wieża została prawie całkowicie zniszczona podczas I wojny światowej 6 sierpnia 1914 roku przez niemieckie pociski artyleryjskie. Po wojnie została zainstalowana tymczasowa drewniana wieża. Samą latarnię odbudowano dopiero w 1925 roku.  